# Primulina pteropoda
Primulina pteropoda là một loài thực vật có hoa trong họ Tai voi (Gesneriaceae). Loài này có ở Quảng Đông (Trung Quốc); được W.T.Wang mô tả khoa học đầu tiên năm 1985 dưới danh pháp Chirita pteropoda. Năm 2011, Yan Liu chuyển nó sang chi Primulina.